# Kantongerecht Alphen aan den Rijn
Het Kantongerecht Alphen aan den Rijn was van 1838 tot 2001 een van de kantongerechten in Nederland. Na de afschaffing van het kantongerecht als zelfstandig gerecht bleef Alphen aan den Rijn zittingsplaats van de sector kanton van de rechtbank Den Haag. Volgens de planning zal Alphen in 2013 worden gesloten.
Bij de oprichting was Alphen het vierde kanton van het arrondissement Leiden. Het kreeg in 1880 een eigen gebouw aan de Wilhelminalaan, ontworpen door J.F. Metzelaar. Alphen was een kanton der 3de klasse. 
Het gebouw is een gemeentelijk monument.

## Kantonrechters en griffiers van het kantongerecht te Alphen aan den Rijn in de periode 1838-1933 (wijziging rechterlijke organisatie)
| Ambtsperiode | Kantonrechter                                            | Bijzonderheden |
| ------------ | -------------------------------------------------------- | --- |
| 1838-1841    | mr Jillis Hendrik van de Sande (1805-1886)               | voorheen vrederechter te Alphen, daarna rechter in de arrondissementsrechtbank te Leiden                                   |
| 1841-1855    | mr dr Abraham Anne Jacob Clant (1813-1900)               | voorheen advocaat te 's-Gravenhage, daarna kantonrechter in het tweede kanton te Rotterdam                                 |
| 1855-1862    | mr Paulus Gerardus ten Zeldam Ganswijk (1822-1880)       | voorheen kantonrechter te 's-Gravendeel, daarna rechter in de arrondissementsrechtbank te Hoorn                            |
| 1862-1866    | mr Andreas Anthonius Weve (1833-1902)                    | voorheen advocaat te 's-Gravenhage, daarna rechter in de arrondissementsrechtbank te Rotterdam                             |
| 1866-1874    | mr Lambertus Vincentius Ledeboer (1835-1914)             | voorheen griffier van het kantongerecht te Woubrugge, daarna president van de arrondissementsrechtbank te Sneek            |
| 1874-1877    | mr Johan Gregorius Vogel (1843-1920)                     | voorheen advocaat te 's-Gravenhage, daarna kantonrechter in het eerste kanton te Rotterdam                                 |
| 1877-1886    | mr Christiaan Krabbe (1847-1918)                         | voorheen kantonrechter te Naaldwijk, daarna kantonrechter in het eerste kanton te Amsterdam                                |
| 1886- 1899   | mr Jacob Mauritz van Halmael (1839-1918)                 | voorheen griffier van het kantongerecht te Haarlemmermeer, daarna kantonrechter te Elst                                    |
| 1899-1902    | mr Nicolaas Cornelis Hugo van Daalen Wetters (1849-1902) | voorheen kantonrechter te Heusden, overleden in functie                                                                    |
| 1902-1906    | jhr mr Maurits Adriaan de Savornin Lohman (1865-1938)    | voorheen griffier van het kantongerecht te Winschoten, daarna rechter in de arrondissementsrechtbank te Alkmaar            |
| 1906-1910    | mr Frans Beudeker (1865-1926)                            | voorheen kantonrechter te Lemmer, daarna rechter in de arrondissementsrechtbank te 's-Gravenhage                           |
| 1910-1923    | mr Johannes de Bergh (1872-????)                         | voorheen griffier van het kantongerecht te Oss, eervol ontslagen                                                           |
| 1923-1930    | mr Atse Nicola Lourens Otten (1880-1962)                 | voorheen rechter in de arrondissementsrechtbank te Zierikzee, daarna kantonrechter te Utrecht                              |
| 1931-1943    | mr Jan Hendrik Wicher Nicolaï (1878-1965)                | voorheen kantonrechter te Onderdendam, eervol ontslagen                                                                    |
| Ambtsperiode | Griffier                                                 | Bijzonderheden |
| 1838-1844    | Jan Willem van Musschenbroek (1802-1878)                 | voorheen griffier van het vredegerecht te Alphen, eervol ontslagen                                                         |
| 1845-1854    | Jan Willem Pieter Kluit (1817-1896)                      | voorheen notarisklerk te Alphen, daarna directeur van het postkantoor te Alphen                                            |
| 1855-1860    | mr Gerrit Jan Berkhof (1819-1907)                        | voorheen griffier van het kantongerecht te Woubrugge, daarna griffier van het kantongerecht te Gouda                       |
| 1860-1863    | mr Antoni Willem Hartman (1835-1905)                     | voorheen advocaat te 's-Gravenhage, daarna substituut-griffier van het Provinciaal Gerechtsshof te Middelburg              |
| 1863-1866    | mr Paulus Cornelis Hoynck van Papendrecht (1823-1870)    | voorheen advocaat te Rotterdam, daarna substituut-griffier bij de arrondissementsrechtbank te Rotterdam                    |
| 1866-1868    | mr Frederik Adriaan Petrus Wittert (1840-1922)           | voorheen advocaat te 's-Gravenhage, daarna griffier van het kantongerecht te Amersfoort                                    |
| 1868-1872    | jhr mr Pierre Jacques Florent Rethaan Macaré (1840-1878) | voorheen advocaat te Utrecht, daarna substituut-griffier bij de arrondissementsrechtbank te 's-Hertogenbosch               |
| 1872-1875    | mr Auguste Louis van Cattenburch (1842-1887)             | voorheen griffier van het kantongerecht te Ommen, daarna griffier van het eerste kanton van het kantongerecht te Amsterdam |
| 1875-1876    | mr Jan Marius Rens (1849-1909)                           | voorheen griffier van het kantongerecht te Woubrugge, eervol ontslagen                                                     |
| 1877-1886    | mr Nicolaas Hugo Cornelis van Daalen Wetters (1849-1902) | voorheen griffier bij het kantongerecht te Woubrugge, daarna griffier bij het kantongerecht te Goes                        |
| 1886-1900    | jhr Eduard Alexander Fredrik Thomas (1848-1918)          | voorheen griffier van het kantongerecht te Appingedam, eervol ontslagen                                                    |
| 1901-1907    | mr Johan Jacob Neuman de Loos (1864-1931)                | voorheen advocaat te 's-Gravenhage, daarna griffier van het kantongerecht te Breda                                         |
| 1907-1910    | mr Carel Jan Petrus van der Schalk (1869-1915)           | voorheen griffier van het kantongerecht te Oosterhout, daarna griffier van het kantongerecht te Zaandam                    |
| 1910-1941    | mr Jacob Adriaan Pieter Wilhelmus Slicher (1877-1941)    | voorheen advocaat te Alphen, overleden in functie                                                                          |